# Wierdensestraat (Almelo)
Wierdensestraat is een straat in Almelo die begint in het centrum en onder het spoor doorloopt richting Wierden.
Het Bellinckhof is gelegen aan de Wierdensestraat. Tot 1962 stond er een watertoren in deze straat, maar deze is gesloopt.

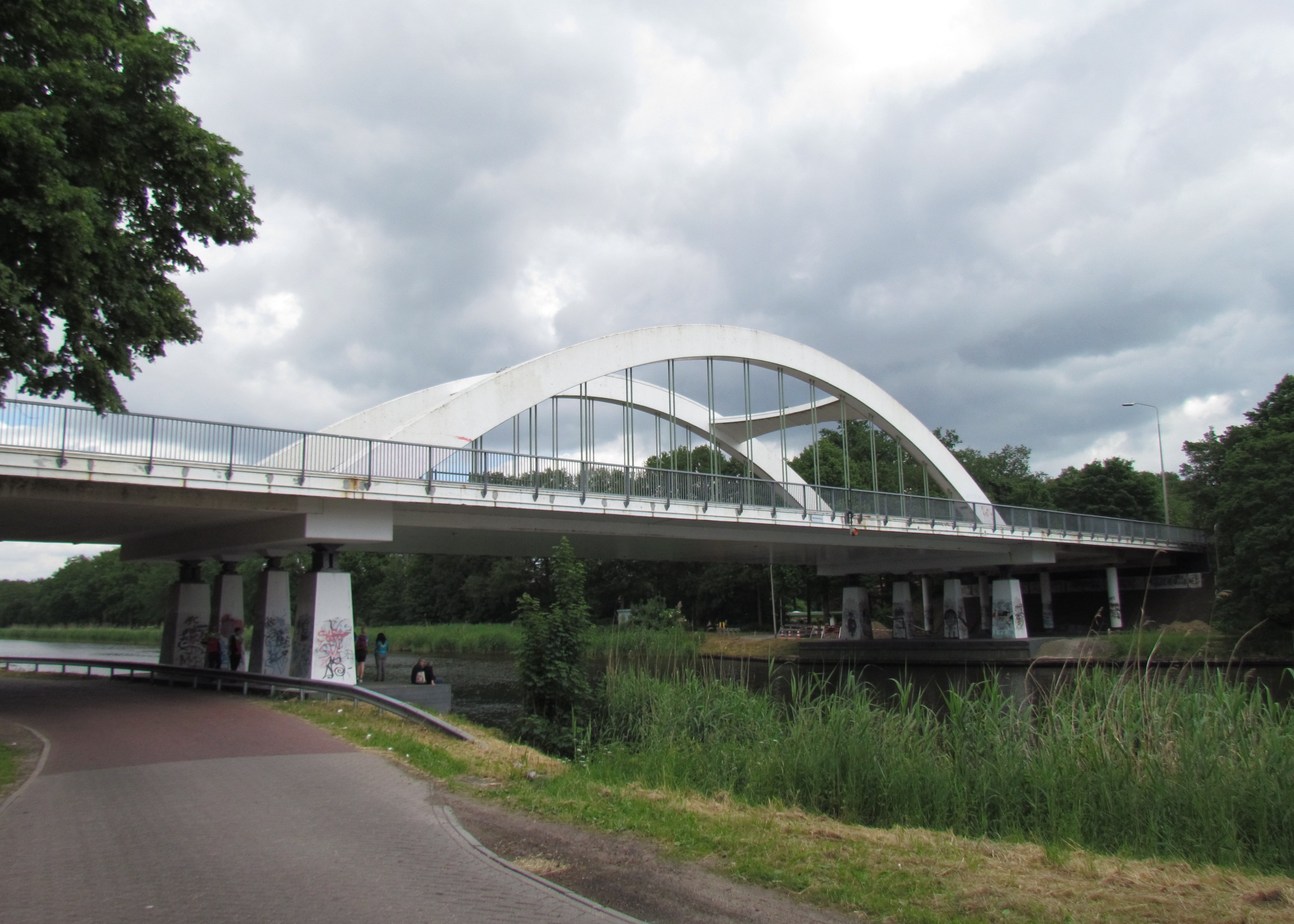
De Wierdensestraat gaat met een brug over het Twentekanaal zijtak Almelo